# Egira tibori
Egira tibori là một loài bướm đêm thuộc họ Noctuidae. Nó là loài đặc hữu của phần phía đông của Địa Trung Hải, Balkan, Thổ Nhĩ Kỳ, Israel, Liban và Jordan.
Con trưởng thành bay từ tháng 2 đến tháng 5. Có một lứa một năm.
Ấu trùng có thể ăn nhiều loại thực vật thân thảo và trees.